# 藏區分治

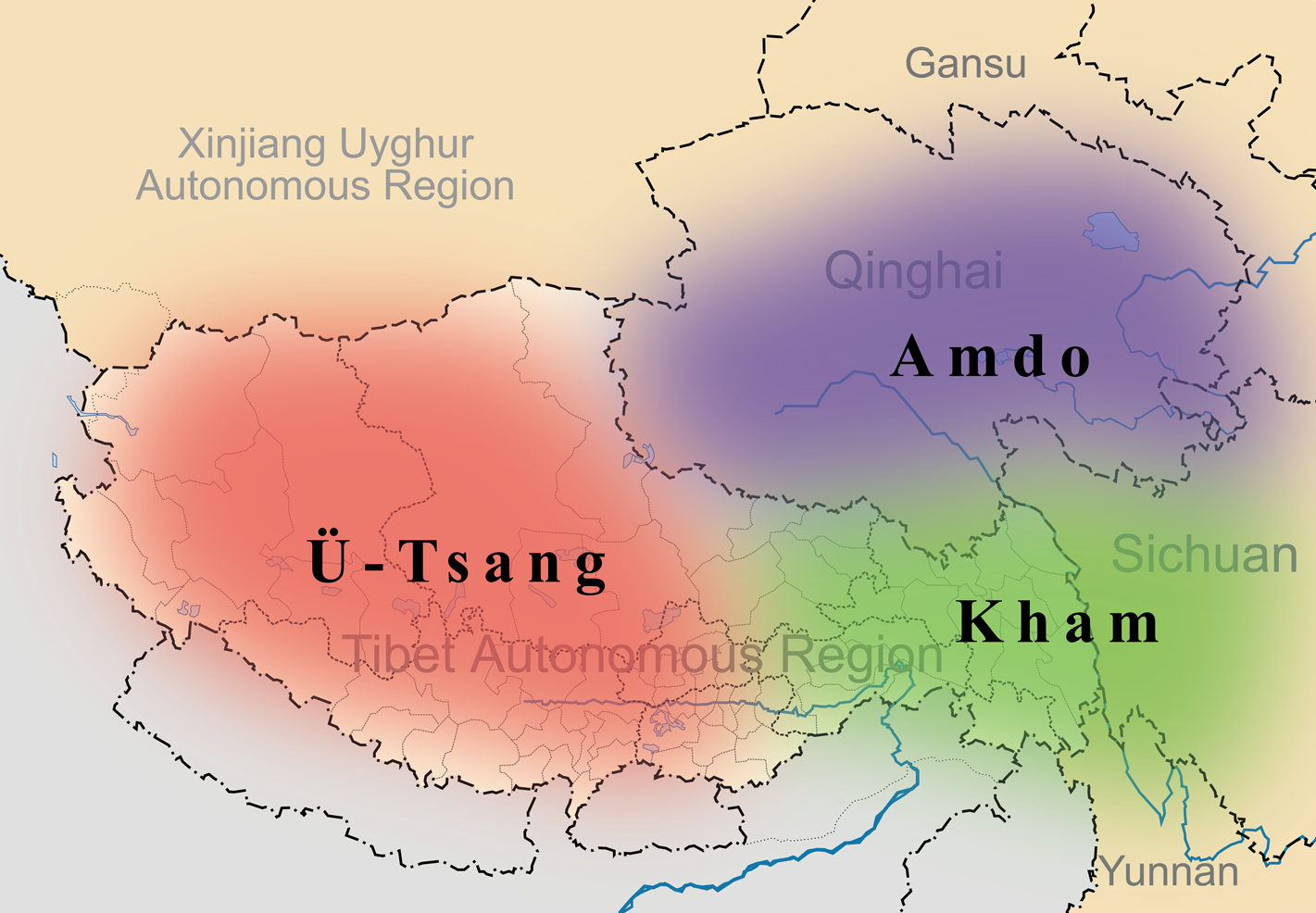
藏區傳統意義上的分區以及現今的省級行政區界線的比較

藏區分治，指清朝於1723年至1724年出兵青海、征服西藏之後對大藏區進行分而治之並拆分為青海省、四川（川邊）、西藏等多個行政區劃，藏區多省狀態持續至今。

## 歷史
1637年，蒙古和碩特首領受五世達賴喇嘛的邀請，出兵西藏，佔領拉薩。後來平定藏區各地的勢力，又佔據了安多和康區，建立和碩特汗國。1720年，清軍進軍準噶爾，康熙帝以救援招安理塘、巴塘的土司「內附」。
1716年，準噶爾可汗策妄阿拉布坦發兵攻打西藏，佔領拉薩，殺死拉藏汗。康熙帝介入西藏，在拉藏汗的叔叔羅卜藏丹津的支持下，於1718年派兵自青海向西藏進軍，但被準噶爾大敗，全軍覆沒。1720年，清軍再次出兵，這次成功驅逐準噶爾軍隊並佔領西藏。
羅卜藏丹津希望滿清冊封自己為可汗，但遭拒絕，滿清反而以康濟鼐、阿爾布巴為貝子，隆布鼐為輔國公，頗羅鼐為一等台吉，讓他們共管西藏事務。羅卜藏丹津甚為不滿，便在1723年聯合青海的蒙古各部一起反對滿清。新繼位的雍正帝派大將軍年羹堯、岳鍾琪前去攻打，羅卜藏丹津戰敗出逃準噶爾，這次起兵以失敗告終。翌年，年羹堯向雍正帝提出《青海善後事宜》十三條，清廷照準施行。規定青海蒙古人在黃河以北遊牧，藏人在黃河以南遊牧。同時改西寧衛為西寧府，由甘肅省管轄。設置青海辦事大臣，總理青海蒙古諸旗、藏族事務。自此，藏人傳統的安多地區被從西藏地區劃出，成為青海地區，由滿清朝廷派駐的軍政長官西寧辦事大臣管理。
在年羹堯的《青海善後事宜》中，還提出將康區拆分給西藏、四川（川邊）兩地管理的建議。1725年，川陝總督岳鍾琪提出了更為詳細的分割方案。在經過議政王大臣的討論之後，雍正帝決定採納岳鍾琪的方案。以打箭爐（今康定）為界，以西「賞賜」給達賴喇嘛。以東的地區被劃歸內地管理，理塘、巴塘、察雅、昌都歸四川川邊，中甸（今香格里拉縣）歸雲南。內地管理的藏族地區，由朝廷選出頭目擔任世襲的土司。松潘鎮總兵周瑛奉命勘定疆界，以南墩、寧静山為界，豎立分界碑。嶺東的巴塘屬四川川邊，嶺西屬西藏，宗吽察卡、中甸歸雲南管理。
1903年發生木龍年戰爭，英軍進入拉薩，促使清政府重視對藏區的控制。1904年（光緒三十年），建昌道趙爾豐向四川總督錫良上「平康三策」，提出要對四川、雲南境內的藏族土司進行改土歸流，然後對當地進行開發並逐漸控制整個康區，再發兵控制達賴喇嘛的地域，以制衡英國。1905年，趙爾豐藉巴塘事變，廢除了不少土司，但不久辛亥革命爆發，趙爾豐被革命黨擒獲處死，改土歸流才告終。
清朝滅亡之後，北洋軍主導之中華民國政府將傳統意義上的康區（川邊）從西藏和四川省劃出設置川邊特別區，後改置為西康省。這遭到西藏最高統治者十三世達賴喇嘛的強烈抗議，並引發第一次康藏糾紛，藏軍攻佔川邊特別區西部的昌都地區，此後昌都地區一直由西藏實際控制。
中華人民共和國成立後，中國人民解放軍於1950年發動昌都戰役，佔領昌都地區，以昌都地區設立省級行政單位。1956年西藏自治區籌備委員會成立後，西康省被撤銷，昌都地區和西康省部份地區歸西藏自治區，其餘地區劃歸四川省，並沿襲至今。